# Chaplin paa Sold
Chaplin paa Sold er en amerikansk stumfilm fra 1915 af Charlie Chaplin.

## Medvirkende
- Charles Chaplin
- Ben Turpin
- Bud Jamison
- Edna Purviance
- Leo White